# Mini-mental state examination
De mini–mental state examination (MMSE) is een mondelinge test waarmee een globale indruk van het cognitief functioneren van ouderen kan worden verkregen aan de hand van een aantal vragen.
De vragen zijn gegroepeerd in zeven categorieën, waarvan elke categorie een verschillend domein van cognitief functioneren representeert: oriëntatie in de tijd (vijf punten), ruimtelijke oriëntatie (vijf punten), het registreren van drie woorden (drie punten), concentratie en rekenen (vijf punten), het herinneren van drie woorden (drie punten), taal (acht punten) en visueel inzicht (een punt). De totaalscore kan variëren van nul tot dertig punten, waarbij een hogere score staat voor een beter cognitief functioneren. 
De interpretatie van de score is als volgt:
- 0-9 punten: ernstig cognitief gestoord
- 10-20 punten: matig cognitief gestoord
- 21-24 punten: licht cognitief gestoord
- 25-30 punten: normaal